# Condado de Cross
O Condado de Cross é um dos 75 condados do estado americano do Arkansas. Sua sede de condado é Wynne. Sua população é de 19 526 habitantes.